# I Want to Break Free
I Want to Break Free är en av rockgruppen Queens mest kända sånger, som skrevs av basisten John Deacon. Låten gavs ut som singel den 22 april 1984 och finns med på albumet The Works från samma år. På den brittiska singellistan gick låten in på en tredjeplats och stannade där under femton veckor i följd.

## Musikvideo
Musikvideon är regisserad av David Mallet och är en parodi på såpoperan Coronation Street. Bandmedlemmarna är i videon utklädda till kvinnor. I en del av videon medverkar också Royal Ballet. I en intervju sade gitarristen Brian May att videon förstörde bandets möjligheter att bli framgångsrika i USA, då MTV bannlyste videon.

## Medverkande
- Freddie Mercury - sång
- John Deacon - bas, akustisk gitarr, synthesizer
- Brian May - gitarr
- Roger Taylor - trummor
- Fred Mandel - synthesizer

## Listplaceringar
| Lista (1984-1985) | Topplacering |
| ----------------- | ------------ |
| Frankrike         | 9            |
| Nederländerna     | 1            |
| Nya Zeeland       | 6            |
| Schweiz           | 2            |
| Österrike         | 1            |

## Coverversioner
- 1992 framfördes den av Lisa Stansfield i Freddie Mercury Tribute Concert på Wembley.
- I slutet av 1990-talet gjorde det spanska TV-programmet "El Informal" en parodi på videon, och sången hette då "Me Quiero Reir" ("Jag vill skratta") och innehöll presentatörer utklädda till Queen-medlemmarna.
- 1998 gjorde Masterboy en dancecover.
- 2006 gjorde Dewa 19 från Indonesien en cover på låten på albumet Republik Cinta (Republic of Love).
- En skaversion spelades in av den australiska skagruppen Area-7
- Låten kunde höras i Dansbandskampen 2008, då framförd av Susann Nordströms orkester. [6]

### Fotnoter
1. ↑  ”Listplacering”. http://lescharts.com/showitem.asp?interpret=Queen&titel=I+Want+To+Break+Free&cat=s. Läst 23 maj 2011.
2. ↑  ”Listplacering”. http://dutchcharts.nl/showitem.asp?interpret=Queen&titel=I+Want+To+Break+Free&cat=s. Läst 23 maj 2011.
3. ↑  ”Listplacering”. Arkiverad från originalet den 12 november 2012. https://web.archive.org/web/20121112221027/http://charts.org.nz/showitem.asp?interpret=Queen&titel=I+Want+To+Break+Free&cat=s. Läst 23 maj 2011.
4. ↑  ”Listplacering”. http://hitparade.ch/showitem.asp?interpret=Queen&titel=I+Want+To+Break+Free&cat=s. Läst 23 maj 2011.
5. ↑  ”Listplacering”. http://austriancharts.at/showitem.asp?interpret=Queen&titel=I+Want+To+Break+Free&cat=s. Läst 23 maj 2011.
6. ↑  ”Sveriges Television”. 25 oktober 2008. Arkiverad från originalet den 25 maj 2012. https://archive.is/20120525174058/http://svt.se/2.97234/1.1255356/susann_nordstroms_orkester?lid=puff_1254966. Läst 23 maj 2011.